# Джун Діана Рафаель
Джун Діана Рафаель (нар. 4 січня 1980) — американська акторка та сценаристка. Вона знялася в комедійних програмах Burning Love, Adult Swim NTSF:SD:SUV:: і Grace and Frankie . Робота в кіно включає ролі другого плану в Year One і Unfinished Business, а також її фільм Sundance 2013 року Ass Backwards, який вона написала і зіграла в головній ролі зі своїм творчим партнером Кейсі Вілсоном . Вона сама себе назвала винахідницею подкастів і зараз є співведучою How Did This Get Made? разом із Джейсоном Манцукасом та її чоловіком Полом Широм, а також The Deep Dive з Джесікою Сент-Клер.

## Дитинство
Рафаель народилася та виросла в Роквілл-Сентрі, штат Нью-Йорк, у родині Рафаелів, там вона закінчила середню школу  у 1998 році. Вона ірландського походження і була вихована католичкою. У неї є дві старші сестри.
Рафаель навчалася в New York University (Нью-Йоркський університет), де вивчала акторську майстерність у Tisch School of the Arts та Stella Adler Studio of Acting(Акторській студії Стелли Адлер). Після закінчення університету в 2002 році Рафаель і її найкраща подруга з коледжу, Кейсі Вілсон, вивчали комедію-імпровізацію в Upright Citizens Brigade Theater у Нью-Йорку, де вони згодом проводили своє скетч-шоу з двома жінками протягом кількох років. Виконання багаторічної сценічної вистави відкрило їм двері як письменникам.

## Кар'єра
Рафаель почала свою кар’єру з письменництва та виступів в театрі Upright Citizens Brigade Theatre (UCB) у Нью-Йорку, а потім у Лос-Анджелесі. Однією з її найвідоміших робіт в UCB стало довготривале скетч-шоу «Rode Hard» і «Put Away Wet», написане та виконане разом із її комедійним партнером і найкращим другом Кейсі Вілсон ;  шоу показувалося з 2003 по 2006 рік у Нью-Йорку та Лос-Анджелесі та пройшло офіційний відбір на Американському фестивалі комедійних мистецтв у 2005 році в Аспені, штат Колорадо . Партнерство Рафаель та Вілсона з тих пір переросло в активну кар'єру сценаристів кіно та телебачення; вони разом написали свій перший сценарій для комедії «Війни наречених», в якій вони також знялися в другорядних ролях. 

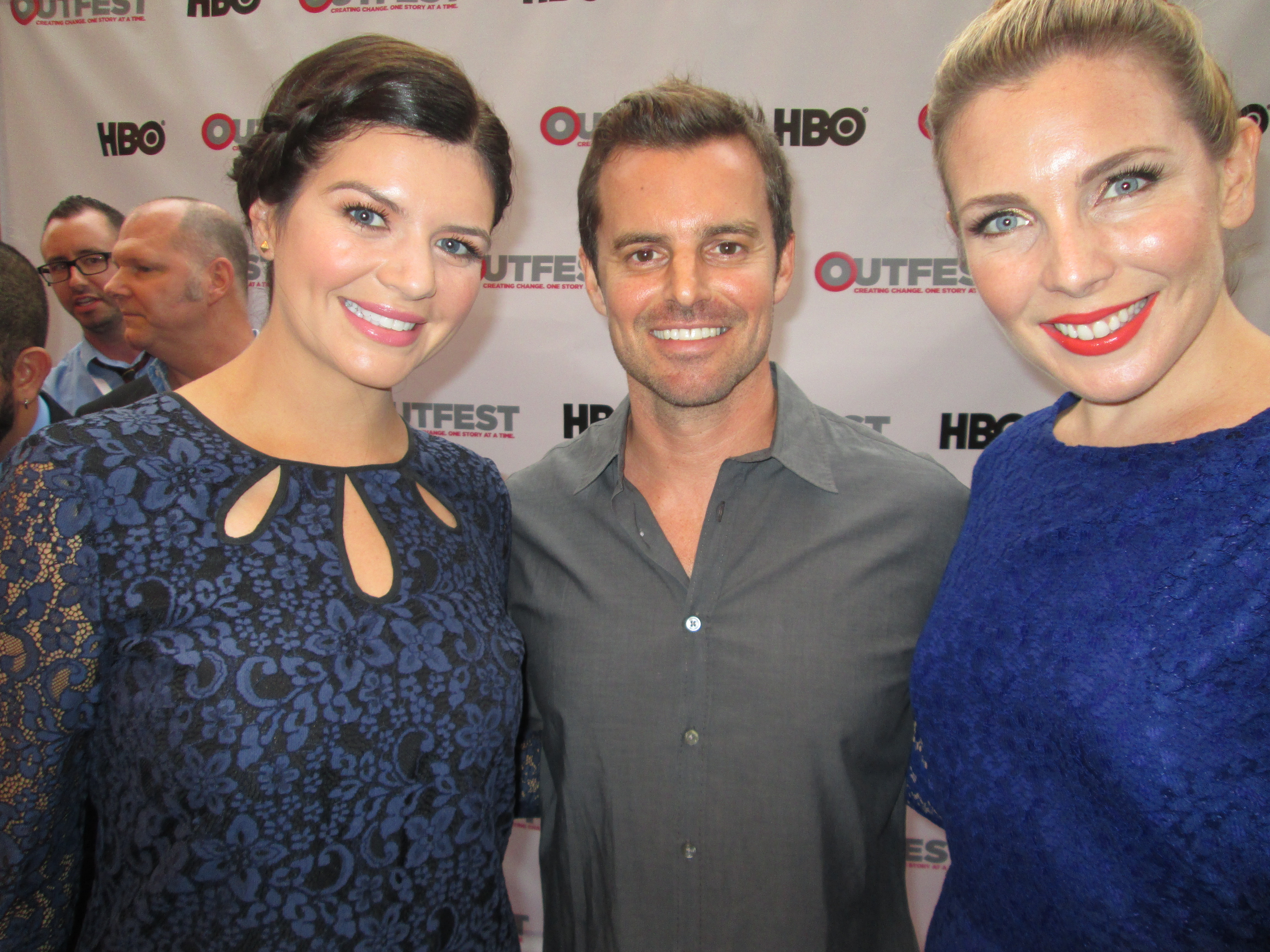
Рафаель (праворуч) and Casey Wilson (left) with Ass Backwards director Chris Nelson at the 2013 Outfest film festival

Нещодавно вони разом написали та зіграли головну роль у комедії сексуального характеру для друзів «Ass Backwards», у якій також зіграли Алісія Сільверстоун, Джон Краєр, Вінсент Д'Онофріо, Пол Шір і Боб Оденкірк .  Прем'єра відбулася на кінофестивалі Sundance 21 січня 2013 року. Згодом повідомлялося, що Рафаель і Вілсон працюють над другим фільмом, знятим разом, з режисером Уіллом Феррелом і компанією Адама Маккея Gary Sanchez Productions . 
У лютому 2010 року Рафаель приєдналася до акторського складу вистави Off-Broadway Play Love, Loss, and What I Wore у Вестсайдському театрі на Мангеттені.  Рафаель і Кейсі Вілсон створили комедійне шоу The Realest Real Housewives, в якому вони знімалися разом з Джесікою Сент-Клер, Мелісою Раух, Даніель Шнайдер і Морганом Волшем. У 2011 році шоу почало виходити щомісяця в Лос-Анджелесі Upright Citizens Brigade Theatre  Рафаель також написала короткі оповідання для книги «Найгірші плани» 2010 року, написаної на базі шоу, у якому вона виступала. 

У 2015 році Рафаель зіграла головну роль Бріанни Хенсон у комедії Netflix «Грейс і Френкі».  Разом з Кейт Блек, Рафаель створила «Represent: The Woman's Guide to Running for Office and Changing the World», покроковий посібник для жінок, які думають про політичну кар’єру. 

## Особисте життя
Рафаель одружена з актором-коміком Полом Шіром . Вони познайомилися в січні 2004 року. Після першої зустрічі, коли художній керівник Манхеттенського театру Upright Citizens Brigade запросив Шіра, щоб дати поради Рафаель та її партнеру Кейсі Вілсон як вдосконалити їхнє шоу двох жінок UCB. У 2005 році вони переїхали з Нью-Йорка до Лос-Анджелеса. У жовтні 2009 року вони одружилися в Музеї природної історії Санта-Барбари .  Мають двох синів 2014  і 2016 р.н. 

## Фільмографія
| Рік  | Назва                              | Роль             | Примітки                              |
| ---- | ---------------------------------- | ---------------- | ------------------------------------- |
| 2006 | Весільні вихідні                   | Тед Теммі        |                                       |
| 2006 | Кофеїн: історія кохання            | червень          | Короткий фільм                        |
| 2007 | Зодіак                             | Пані. Керол Тоші |                                       |
| 2008 | Забути Сару Маршалл                | Енн у барі       |                                       |
| 2009 | Війни наречених                    | Аманда           | Також письменник                      |
| 2009 | Початок часів                      | Майя             |                                       |
| 2010 | Суха Земля                         | Сьюзі            |                                       |
| 2010 | Кричав самогубець                  | Джессіка         | Короткий фільм                        |
| 2010 | На відстані кохання                | Карен            |                                       |
| 2010 | Слабкість                          | Єлизавета        |                                       |
| 2012 | Холостячки                         | стриптизерка     |                                       |
| 2012 | Імоджен                            | Дара             |                                       |
| 2013 | Дуринди                            | Кейт Феннер      | Також сценарист і виконавчий продюсер |
| 2013 | Телеведучий: Легенда продовжується | Бос Чані         |                                       |
| 2015 | Незакінчена справа                 | Сьюзан Тракмен   |                                       |
| 2015 | Погана ніч                         | Пані Гольдштейн  |                                       |
| 2017 | День подруги                       | Карен Лемб       |                                       |
| 2017 | Горе-творець                       | Робін Періс      |                                       |
| 2018 | Секс-контроль                      | Бренда           |                                       |
| 2019 | Божевільна парочка                 | Меггі Міллікін   |                                       |
| 2020 | Висока нота                        | Гейл             |                                       |
| 2021 | Так День                           | Аврора Петерсон  | Не зазначений                         |
| 2021 | 8-бітне Різдво                     | Кеті Дойл        |                                       |
| 2022 | Дешевше на десяток                 | Енн Вон          |                                       |
| 2025 | Зброя                              | Донна Морган     |                                       |

### Телебачення
| Year         | Title                                    | Role                     | Notes                                                                  |
| ------------ | ---------------------------------------- | ------------------------ | ---------------------------------------------------------------------- |
| 2002         | Ed                                       | Студентка                | В епізоді: "Memory Lane"                                               |
| 2007         | Derek and Simon: The Show                | June                     | В епізоді: "I Love You"                                                |
| 2007         | Flight of the Conchords                  | Felicia                  | В епізоді: "Girlfriends"                                               |
| 2007         | The Very Funny Show                      | Cast Member              | Series regular                                                         |
| 2007–2008    | Human Giant                              | Various                  | 4 episodes                                                             |
| 2009         | In the Motherhood                        | Liz                      | В епізоді: "It Takes a Village Idiot"                                  |
| 2010         | Party Down                               | Danielle Lugozshe        | 2 episodes                                                             |
| 2010         | Players                                  | Barb Tolan               | Series regular; 10 episodes                                            |
| 2010         | Big Lake                                 | Miss Hauser              | В епізоді: "Fad Diet"                                                  |
| 2010–2011    | Funny or Die Presents                    | Various Characters       | 5 episodes                                                             |
| 2011         | Happy Endings                            | Melinda Shershow         | В епізоді: "The Shershow Redemption"                                   |
| 2011         | Free Agents                              | Julie                    | В епізоді: "Sexin' the Raisin"                                         |
| 2011–2013    | NTSF:SD:SUV::                            | Piper Ferguson           | Series regular; 35 episodes                                            |
| 2011–2022    | American Dad!                            | Suze, various voices     | 12 episodes                                                            |
| 2012         | Animal Practice                          | Dr. Jill Leiter          | 3 episodes                                                             |
| 2012         | Electric City                            | Eva Jacobs               | 2 episodes                                                             |
| 2012–2013    | Burning Love                             | Julie Gristlewhite       | Series regular; 34 episodes                                            |
| 2012–2013    | Whitney                                  | Chloe                    | 2 episodes                                                             |
| 2012–2018    | New Girl                                 | Sadie                    | Seasons 1–3, 6, 7 (recurring; 8 episodes)                              |
| 2013         | Drunk History                            | Isabella Stewart Gardner | Episode: "Boston"                                                      |
| 2013         | Kroll Show                               | Dina Bludd               | Episode: "Soaked in Success"                                           |
| 2013         | Inside Amy Schumer                       | Mandy                    | Episode: "Bridal Shower"                                               |
| 2013         | Parks and Recreation                     | Tynnyfer                 | Episode: "Doppelgängers"                                               |
| 2014         | The Greatest Event in Television History | Emily Scott              | Episode: "Bosom Buddies"                                               |
| 2014         | The Mason Twins                          | Pender Mason             | NBC sitcom pilot; also creator, executive producer                     |
| 2014         | BoJack Horseman                          | Various voices           | Episode: "Later"                                                       |
| 2014         | The Birthday Boys                        | Barbara O'Shaughnessy    | Episode: "Women Are Funny"                                             |
| 2014–2015    | The League                               | Pam                      | 2 episodes                                                             |
| 2015         | Marry Me                                 | Molly                    | Episode: "Surprise Me"                                                 |
| 2015         | The Hotwives of Las Vegas                | Jandice                  | Episode: "Old Friends, New Enemies"                                    |
| 2015–2022    | Grace and Frankie                        | Brianna Hanson           | Series regular; 83 episodes                                            |
| 2016         | The Muppets                              | Lucy Royce               | 2 episodes                                                             |
| 2016         | Lady Dynamite                            | Karen Grisham            | 3 episodes                                                             |
| 2016         | Another Period                           | Eleanor Roosevelt        | Episode: "Roosevelt"                                                   |
| 2016         | The Amazing Gayl Pile                    | Mindy Walker-Fantino     | Episode #3.1                                                           |
| 2017         | Veep                                     | Helen Wright             | Episode: "Library"                                                     |
| 2017         | Bajillion Dollar Propertie$              | Sabra                    | Episode: "The Wheelbarrows"                                            |
| 2017         | Playing House                            | Vanessa                  | Episode: "None of Your Business"                                       |
| 2017         | Curb Your Enthusiasm                     | Bebe                     | Episode: "The Accidental Text On Purpose"                              |
| 2017–present | Big Mouth                                | Devin LeSeven (voice)    | 24 episodes                                                            |
| 2018         | Little Big Awesome                       | Sheena (voice)           | Episode: "No Throwing Disc Left Behind/Happy Birthday, Here's a Goat!" |
| 2019         | Fresh Off the Boat                       | Guru Sheela              | Episode: "Just The Two Of Us"                                          |
| 2019         | Splitting Up Together                    | Tamryn Thomas Vandeloo   | Episode: "Baby's First Job Interview"                                  |
| 2019         | I'm Sorry                                | Jill                     | Episode: "Little Louse on the Prairie"                                 |
| 2020–2021    | Black Monday                             | Corky Harris             | 8 episodes                                                             |
| 2021         | The Goldbergs                            | Pamela                   | Episode: "Cocoon"                                                      |
| 2021         | Nine Perfect Strangers                   | Erin (voice)             | Episode: "Random Acts of Mayhem"; uncredited                           |
| 2021         | Star Trek: Lower Decks                   | Queen Paolana (voice)    | Episode: "Where Pleasant Fountains Lie"                                |
| 2022         | Home Economics                           | Lauren                   | 2 episodes                                                             |
| 2022         | Everything's Trash                       | Jax                      | Episode: "Catching Feelings Is Trash"                                  |
| 2023         | Засновано на реальних подіях             | сестра Ліпінськи         |                                                                        |